# Бенуа, Николай-Карл Альбертович
Николай-Карл Альбертович Бенуа (1881, Санкт-Петербург — 1938) — капитан, основатель звуковой разведки. Сын Альберта Николаевича Бенуа.
Совладелец механического завода до революции, арендатор того же завода «Буревестник» после революции, перед арестом — старший инженер лаборатории точной механики завода им. Кулакова
Арестован 18 марта 1935 г. Особым совещанием при НКВД СССР 23 марта 1935 г. осужден как «социально опасный элемент» на 5 лет ссылки. Выслан с супругой и детьми сначала в Атбасар Карагандинской области, позднее переведены в село Володарское Актюбинской области.
13 февраля 1938 г. повторно арестован по обвинению в шпионаже. 16 ноября 1938 г. приговорен к ВМН и расстрелян. Та же участь постигла его жену.

## Семья
- Жена: Серафима Михайловна, урожд. Лушкина (1895, Санкт-Петербург—1938).
  - Николай (1915—1944, Казахстан), пианист, учился в Музыкальном техникуме при Ленинградской Консерватории по классу рояля.
  - Денис (1917—1977), инженер-строитель.

В сентябре 1935 года Денис Николаевич Бенуа обращался за помощью к Екатерине Павловне Пешковой. — Заклейменные властью. Услышь их голоса. По документам фондов Государственного Архива Российской Федерации: «Московский Политический Красный Крест» (1918–1922); «Е. П. Пешкова. Помощь политическим заключенным» (1922–1938).
Решением особого совещания при НКВД СССР от 16.04.1936 года ссылка была отменена для Дениса Николаевича и Николая Николаевича Бенуа,  после чего братья вернулись в Ленинград. 
13.01.1942 года Д.Н.Бенуа осужден военным трибуналом войск НКВД Воронежской области по ст. 58-10, ч.2 УК РСФСР, на 8 лет лишения свободы с поражением прав на 3 года и конфискацией имущества. Отбывал наказание в Казани с 16.12.1941 года по 16.12.1949 года. Судимость снята в 1957 году Президиумом Верховного Совета СССР. 
Денис Николаевич Бенуа добился реабилитации родителей в 1956 году.
Адрес в Санкт-Петербурге: ул. Глинки, д.15/37, кв.3.